# Hákarl

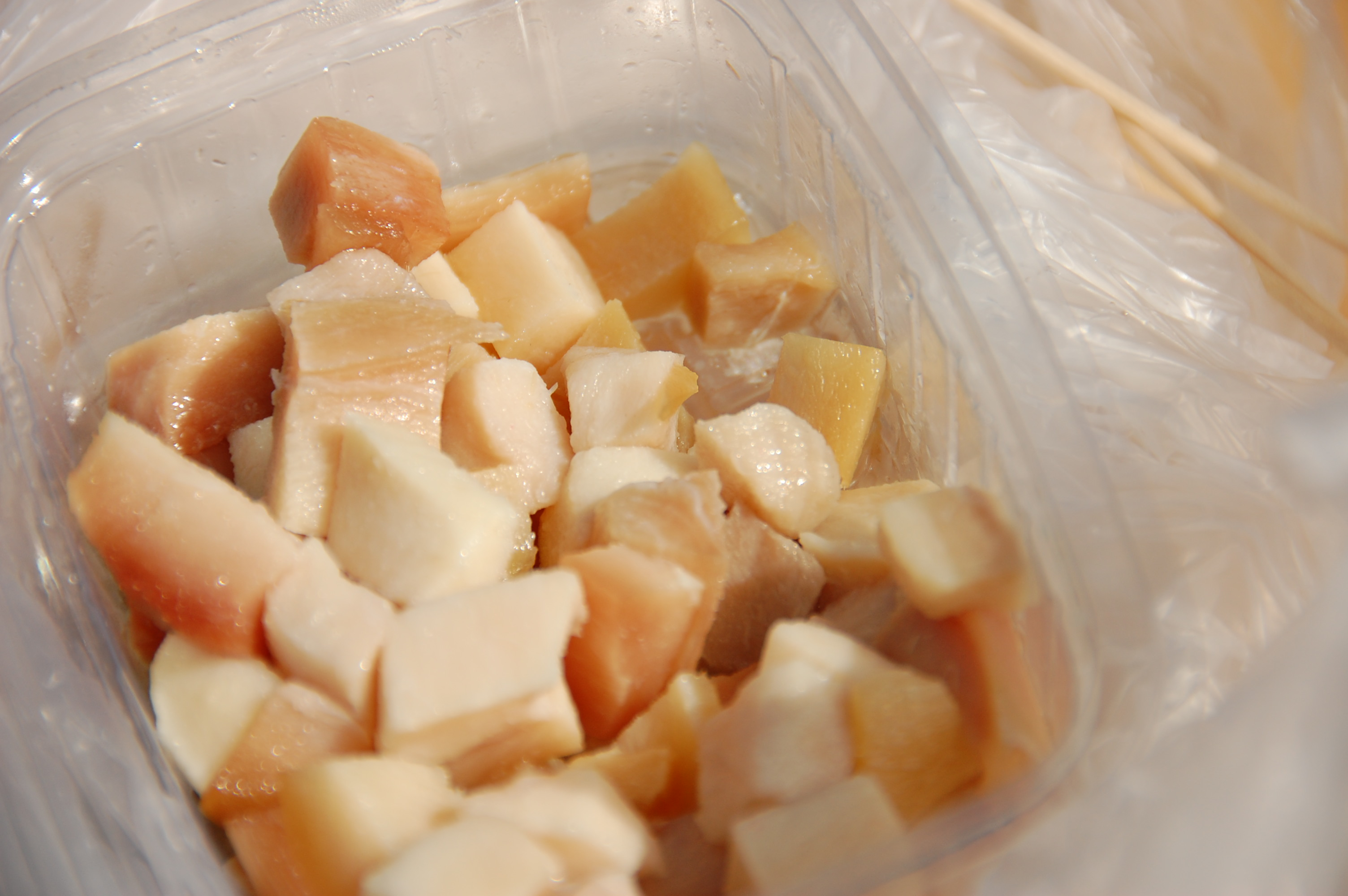
Kostki hákarla

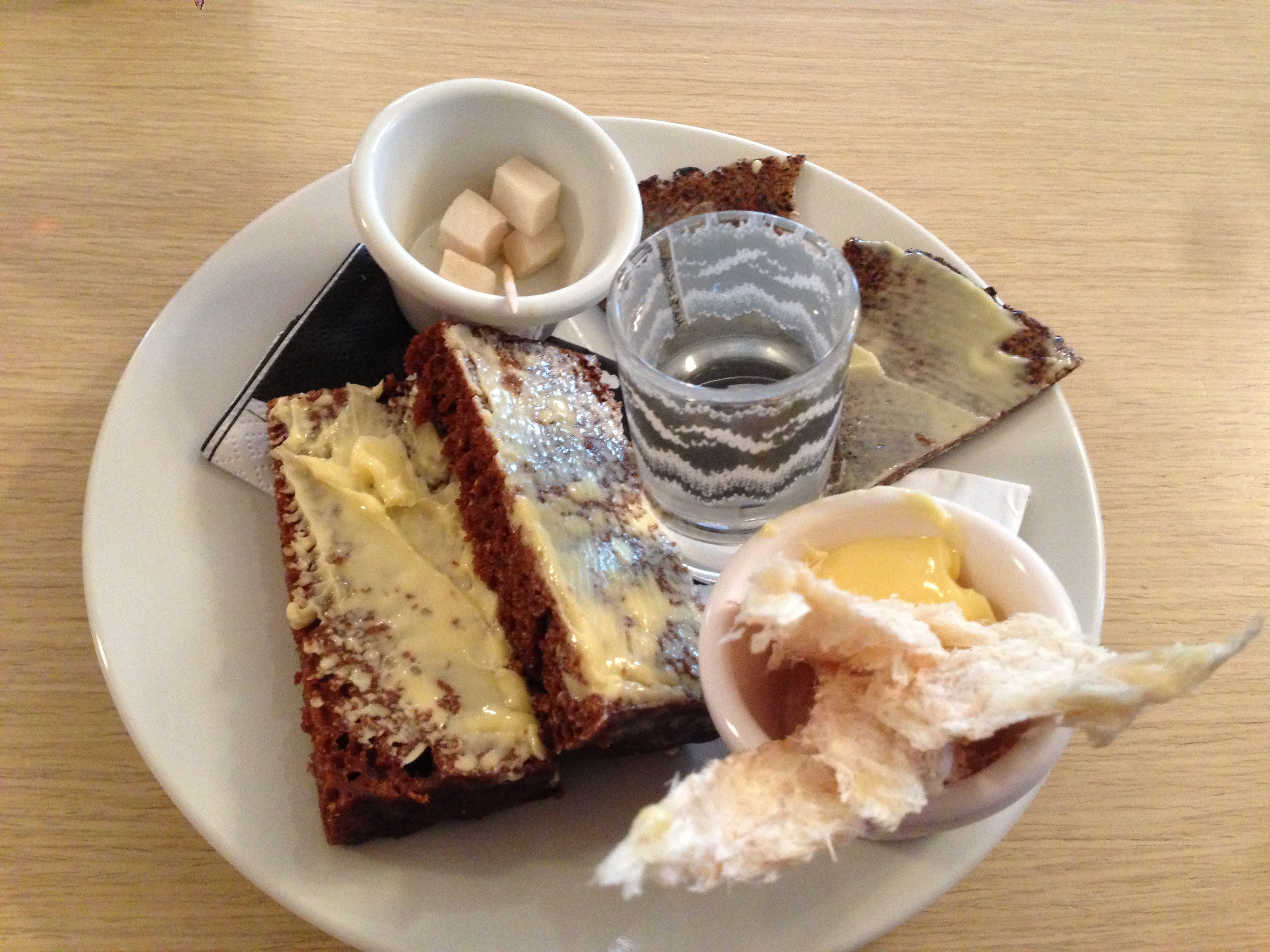
Hákarl jako element posiłku

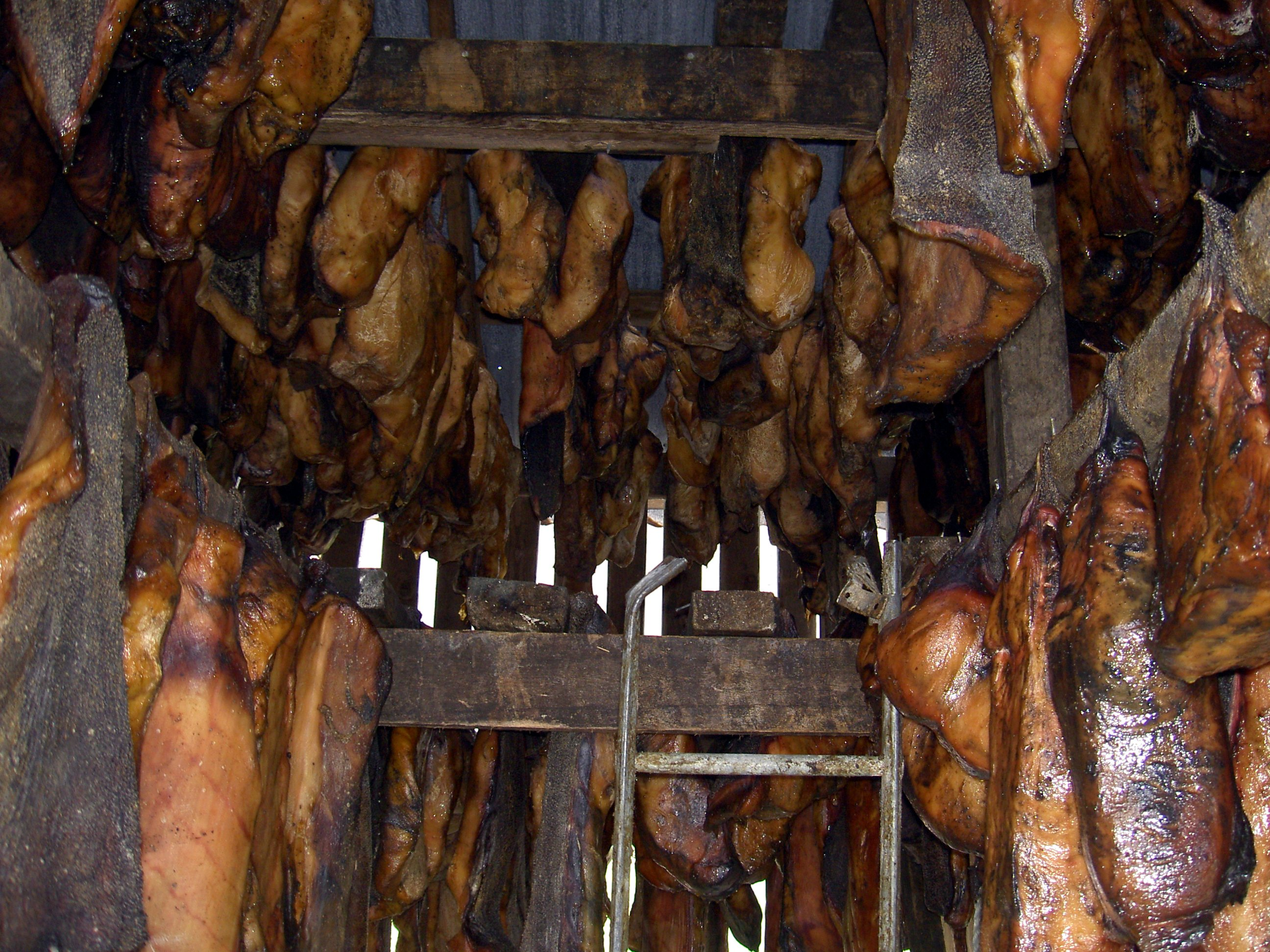
Szopa do przesuszania

Hákarl (potocznie pol. zgniły rekin) – tradycyjna potrawa islandzka przygotowywana z fermentowanego mięsa rekina polarnego (Somniosus microcephalus), nazywanego w Islandii właśnie hákarl.

## Geneza
Świeże mięso rekinów polarnych nie może być bezpośrednio spożywane ze względu na obecność dużej ilości N-tlenku trimetyloaminy, którego metabolit – trimetyloamina, jest uważany za odpowiedzialny za zatrucia tym mięsem opisywane u ludzi i psów. W potocznej opinii toksyczność przypisuje się rzekomemu brakowi nerek i odkładaniu w mięsie amoniaku i podobnych substancji. W rzeczywistości u prawie wszystkich ryb chrzęstnoszkieletowych płyny ustrojowe zawierają duże ilości mocznika, większe niż tolerowane przez inne kręgowce, co jest związane z osmoregulacją. Dzieje się tak m.in. ze względu na udział nerek w wychwytywaniu mocznika z moczu i wprowadzaniu go z powrotem do krwi. W procesie fermentacyjnym amoniak uwalnia się, a mięso staje się jadalne, mięknie i przybiera konsystencję galaretowatą.

## Proces przygotowania
Tradycyjnie przygotowywane danie wymaga czynności przygotowawczych – usunięcia głowy, wnętrzności i innych niejadalnych części. Mięso jest dokładnie płukane, a potem umieszczane w piaskowym lub żwirowym dole (obecnie często w plastikowych pudłach), przyciskane dużymi, ciężkimi kamieniami i pozostawiane na sześć do siedmiu tygodni latem, a na dwa-trzy miesiące zimą. Zbędne płyny w tym czasie odciekają (wraz z zawartym w nich często ołowiem) i następuje powolna fermentacja. Dojrzewanie potrawy sygnalizuje pojawiający się zapach amoniaku. Po wyjęciu mięsa z dołów, rozwiesza się je w specjalnych drewnianych budynkach (szopach), celem przesuszenia. Zależnie od pogody (suchej lub wilgotnej) mięso suszy się przez dwa do czterech miesięcy. Szopy chronią produkt nie tylko przed wilgocią, ale także przed bezpośrednim oddziaływaniem promieniowania słonecznego. Przed podaniem mięso dzieli się na małe porcje (np. kostki) i podaje, często w towarzystwie miejscowego alkoholu – brennivínu.

## Smak i charakter
Dla osób, które na co dzień nie stykają się z kuchnią islandzką, zapach potrawy może wydawać się nieprzyjemny, a nawet odpychający. Wyglądem przypomina słoninę, ale smakuje znacznie ostrzej od niej. Wyraźnie wyczuwalny jest amoniak i rybi, ostry zapach. Ociera się o smak gorzki i cierpki. Z uwagi na konsystencję i walory smakowe dobrze komponuje się z mocnymi alkoholami.
W.H. Auden opisywał ten lokalny przysmak z „wpół-zgniłego a wpół-wysuszonego” rekina jako „danie, które ze względu na zapach należy jeść na zewnątrz. Twarde jak stary but mięso, pokryte kolczastą skórą, ucinało się nożem i jadło popijając brandy”. Zdaniem pisarza, „żadna inna potrawa nie przypominała bardziej smakiem pasty do butów niż hákarl.”

## Odmiany
Istnieją dwa rodzaje tego dania: czerwone – mięso pochodzi z brzucha rekina i skyr (porównaj: skyr), którego nazwa oznacza w przybliżeniu jogurt i pochodzi od opisu konsystencji mięsa.

## Dostępność
Hákarl jest powszechnie dostępny w Islandii: w supermarketach, na ulicznych wózkach, w sklepach z pamiątkami i podczas darmowych degustacji w hotelach oraz placówkach handlowych.